# Salzbachtalbrücke
Die Salzbachtalbrücke ist eine Autobahnbrücke der A 66 im Wiesbadener Stadtteil Biebrich. Sie besteht aus zwei parallelen Teilbauwerken: Das 314 Meter lange südliche wurde im Dezember 2023 eröffnet, der 324 Meter lange nördliche Teil folgte im August 2025.
Der 1963 errichtete gleichnamige Vorgängerbau bestand aus zwei 304 Meter langen parallelen Spannbetonbrücken mit jeweils zwei Richtungsfahrbahnen, die am 18. Juni 2021 wegen akuter Einsturzgefahr gesperrt und am 6. November 2021 gesprengt wurden. Die Sperrung der Salzbachtalbrücke hatte massive Verkehrsbehinderungen und zu den Hauptverkehrszeiten regelmäßige Verkehrsstaus zur Folge, da der Wiesbadener Innenstadtverkehr zweieinhalb Jahre lang zusätzlich den Autobahnverkehr der A 66 bewältigen musste. Ferner war der Hauptbahnhof Wiesbaden sechs Monate lang vom Schienennetz der Deutschen Bahn so gut wie abgeschnitten, da das einsturzgefährdete Brückenbauwerk die Hauptzufahrtsgleise überspannte.

## Lage
Die Brücke liegt zwischen den Anschlussstellen Wiesbaden-Biebrich und Wiesbaden-Mainzer Straße. Sie überspannt das vom Salzbach durchflossene Mühltal sowie die Mainzer Straße und die Gleise der rechten Rheinstrecke und der Taunus-Eisenbahn. Unterhalb der Brücke liegt das Hauptklärwerk der Entsorgungsbetriebe der Landeshauptstadt Wiesbaden, etwas südlich davon die Hammermühle.

## Brücke von 1963

### Geschichte
Die Brücke wurde 1963 fertiggestellt und war zunächst Teil der als „Südumgehung Wiesbaden“ bezeichneten Verlängerung des Rhein-Main-Schnellweges.
Da die Brücke nur für 20.000 Fahrzeuge pro Tag ausgelegt war, musste sie aufgrund steigender Verkehrsbelastung ab 1985 mehrfach verstärkt und saniert werden. In den Jahren 2007 und 2010 wurde die Brücke durch externe Vorspannung ertüchtigt.

### Konstruktion
Die Brücke bestand aus zwei Teilbauwerken parallel nebeneinander, jeweils eines für jede Richtungsfahrbahn. Sie waren 304 m lang und 14,25 m breit und jeweils für zwei Fahrstreifen und einen Standstreifen ausgelegt. Die Überbauten waren in Spannbeton als Durchlaufträger mit einem zweistegigen Plattenbalkenquerschnitt konstruiert, ergänzt um eine Bodenplatte zu einem Hohlkastenquerschnitt über den Pfeilern. Der Plattenbalken hatte eine Konstruktionshöhe von 3,5 m und Stegbreiten von 0,65 m im Feldbereich und bis zu 0,95 m im Stützbereich. Die Vorspannung bestand aus internen Spanngliedern. Die Stützweiten betrugen für die fünffeldrige Brücke 46 m – 60 m – 2 × 69 m – 60 m. Die Pfeiler und Widerlager hatten eine Flachgründung.

### Erneuerung ab 2017

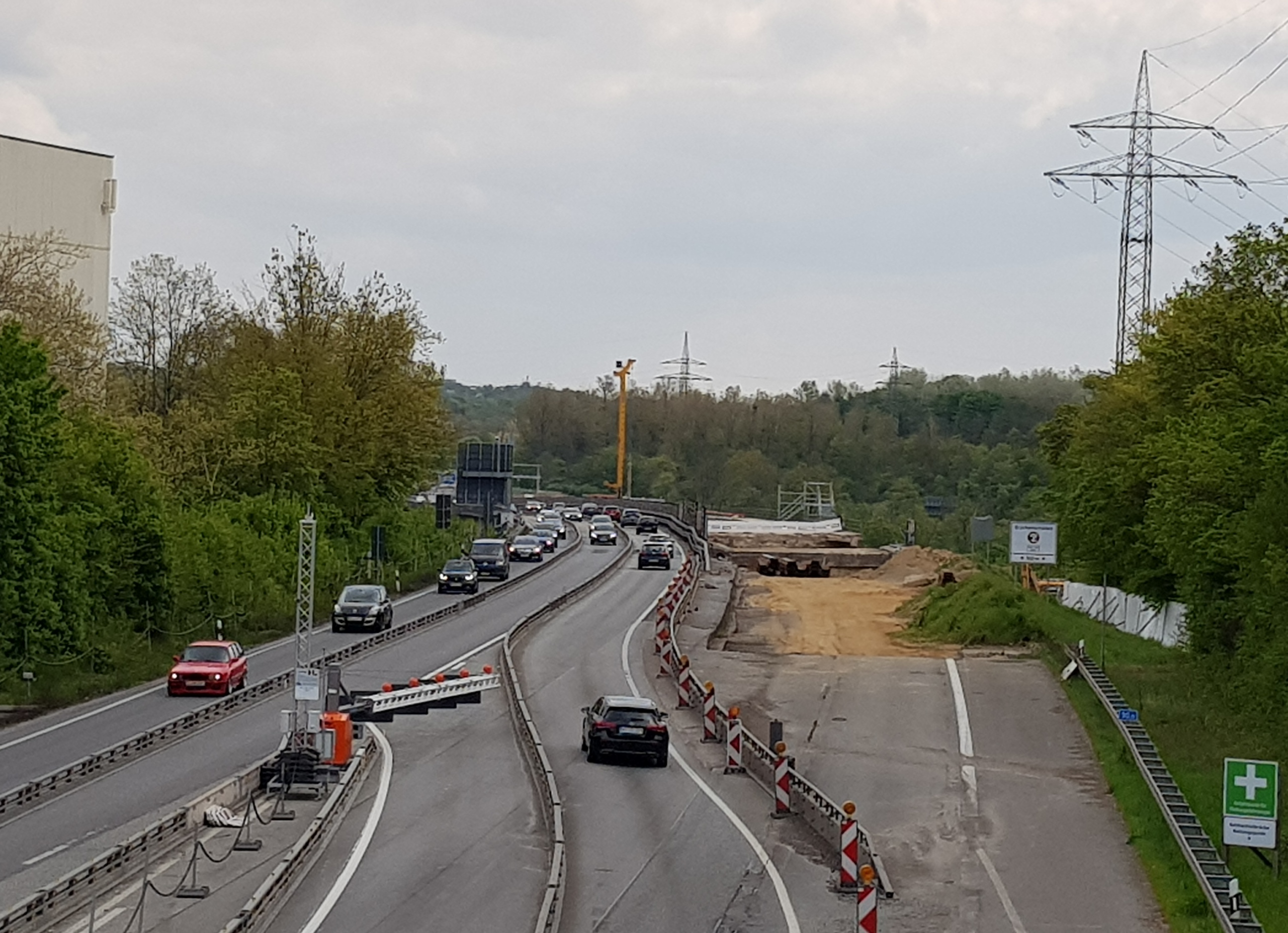
Die beiden parallelen Brücken gesehen von der westlich davon gelegenen Straßenüberführung Am Hohen Stein während der Sanierung im Mai 2021. Links die nördliche Brücke, über die hier der gesamte Verkehr geleitet wird, die mittlere Spur wurde je nach Tageszeit in östlicher oder westlicher Richtung befahren. Rechts der Abbruch der südlichen Brücke, die wenige Wochen nach der Aufnahme als akut einsturzgefährdet eingestuft wurde.

Aufgrund des schlechten Erhaltungszustandes wurde erwartet, dass die Brücke ab 2018 die Anforderungen an die Standsicherheit nicht mehr erfüllen könnte. Daher wurde ein in zwei Bauabschnitten zu errichtender Ersatzneubau geplant. Im ersten Abschnitt sollte die südliche Brückenhälfte ausgetauscht werden. Der Verkehr wäre in dieser Zeit auf die nördliche Brückenhälfte umgelegt worden. Vorher sollte diese durch eine Anpassung der Brückenkappen verbreitert werden, um weiterhin eine vierstreifige Verkehrsführung gewährleisten zu können. Im zweiten Bauabschnitt wäre der Verkehr auf die neuerrichtete südliche Brückenhälfte umgelegt und anschließend die nördliche Brückenhälfte erneuert worden.
Nach dem Teileinsturz der Morandi-Brücke in Genua im August 2018 wurde der Zustand von Betonbrücken in Deutschland Gegenstand eines öffentlichen Diskurses. Am 16. August 2018 ließ sich der hessische Verkehrsminister Al-Wazir von Ingenieuren von Hessen Mobil berichten und zeigen, wie sie die Salzbachtalbrücke kontrollieren.
Im Januar 2019 wurde bekannt, dass Montagegestelle, die die Brücke stabilisieren sollten, fehlerhaft montiert worden waren, wodurch Spannglieder der Brücke beschädigt wurden.
Zur Entlastung des Straßenverkehrs wurde eine 2+1 bzw. 1+2 Verkehrsführung auf der Nordbrücke (Reguläre Fahrtrichtung Rüdesheim) eingerichtet. Im morgendlichen Berufsverkehr standen den Fahrzeugen vom Schiersteiner Kreuz kommend Richtung Wiesbadener Kreuz (Fahrtrichtung Frankfurt am Main) zwei Fahrspuren zur Verfügung. Nachmittags bzw. zum abendlichen Berufsverkehr war es umgekehrt.

### Schäden und Sperrung 2021

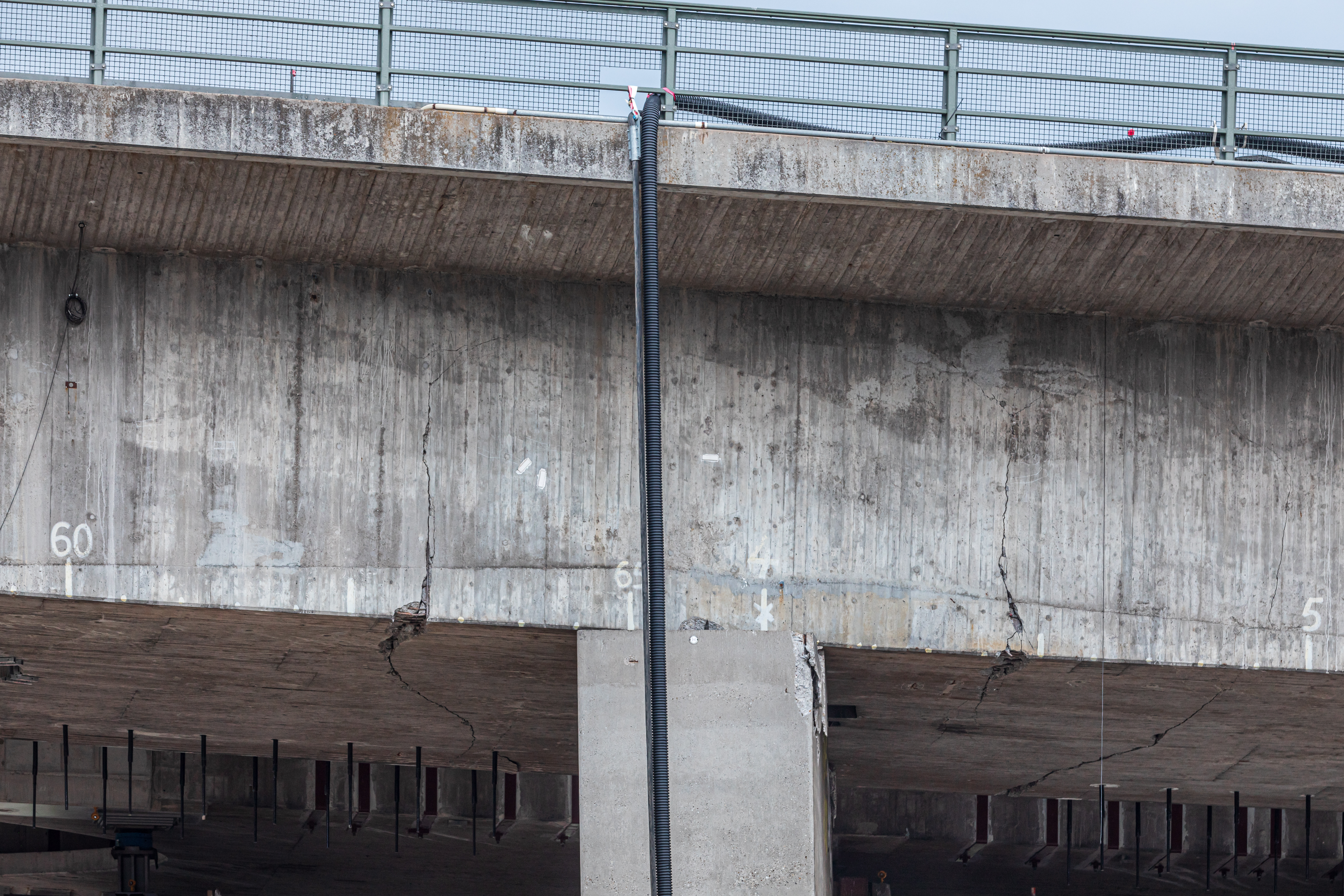
Der betroffene, verschobene Pfeiler zwischen den Bahnstrecken und der Mainzer Straße, Juli 2021

Am 18. Juni 2021 gegen 17 Uhr brach das Lager des östlichen Pfeilers des südlichen Brückenteils ein. Der Überbau senkte sich dadurch um 30 bis 40 cm auf den Pfeiler und drückte den Pfeilerkopf um gut einen Meter nach Westen und etwas nach Süden, vom Pfeiler abbröckelnde Betonteile fielen auf die darunter liegende Bundesstraße 263. Beiderseits der abgesenkten Stelle bekam der Überbau zwei breite Risse. Darauf wurden die Brücke selbst, die darunter verlaufende Mainzer Straße sowie die Rechte Rheinstrecke und die Taunus-Eisenbahn nach Wiesbaden Hauptbahnhof gesperrt. Als Folge davon war der Hauptbahnhof Wiesbaden bis auf Züge der Linie RB 21 über die Ländchesbahn sowie einzelne Intercity-Express-Züge über die Bahnstrecke Breckenheim–Wiesbaden vom Bahnnetz abgeschnitten.
Als ursächlich für das Versagen des Rollenlagers stellte sich heraus, dass die Autobahnbrücke schon bei ihrer Inbetriebnahme im Jahr 1963 „große konstruktive Schwächen“ und ein „hohes Gefährdungspotenzial“ aufgewiesen habe. So habe es sich bei dem in der Brücke verbauten Rollenlager um einen älteren Bautyp gehandelt, der nur eine geringe Ausdehnung der Fahrbahn bei Temperaturschwankungen erlaubt habe. Zudem waren die Brückenpfeiler damals nur flach gegründet worden und hatten nicht, wie inzwischen üblich, eine Tiefgründung. Dadurch waren wiederholte Korrekturen am Tragwerk und seiner Lagerung erforderlich. So konnten die anhaltend hohen Temperaturen im Juni 2021 und die um die Sommersonnenwende lang einwirkende Sonneneinstrahlung mit extremer Dehnung der Bauteile auf der Südbrücke schließlich zum Auslöser der Havarie werden.
Nach diesem Vorfall wurden beide Teile der Brücke am 25. Juni 2021 als „extrem einsturzgefährdet“ eingestuft, sodass anstatt des vorgesehenen Rückbaus eine Notfallsprengung geplant werden musste. Eine Sprengung im August 2021 war vorgesehen, wurde aber auf Oktober verschoben und schließlich auf den 6. November 2021 terminiert.
Anfang Juli wurde der unmittelbar östlich der Brücke liegende Autobahnanschluss Wiesbaden-Mainzer Straße in eine Umfahrung des gesperrten Abschnitts der B 263 umgebaut, die von Kraftfahrzeugen, Radfahrern und Fußgängern genutzt werden konnte. Alle weiteren Einschränkungen für den Eisenbahn- und Straßenverkehr waren bis nach der Sprengung beizubehalten.

#### Stabilisierung
Bei Notstabilisierungsarbeiten zur Absicherung der Sicherungsarbeiten für die Brückensprengung wurden im Juli 2021 mit einem ferngesteuerten selbstangetriebenen Modulfahrzeug zwei Hilfsstützen aus Stahl unter die Brücke gefahren.
Ein Brückenbesichtigungswagen zur Inspektion verblieb seit der Sperrung bis zur Klärung der Arbeitsschutzbedingungen als intaktes Fahrzeug bis zum 15. September auf der Brücke. An den benachbarten Pfeilern und am Widerlager des kaputten Pfeilers am Bauwerk Süd wurden Spritzbetonergänzungen vorgenommen. Die Stabilisierungsmaßnahmen waren im September 2021 abgeschlossen.

#### Sprengung
Vor der Sprengung beider Brücken mit 220 Kilogramm Sprengstoff wurden die Oberleitungen abgebaut und die Bahnanlagen, die Bundesstraße, der Salzbach unter der Brücke sowie das nahegelegene Hauptklärwerk mit Stützwällen und Sandbett (Fallbett) geschützt. Außerdem wurde die Umgebung durch den Kampfmittelräumdienst nach möglichen Blindgängern aus dem Zweiten Weltkrieg abgesucht. Am Tag der Sprengung wurde ein Bereich von 250 m abgesperrt, wobei etwa 140 Menschen ihre Wohnungen verlassen mussten. Die am 6. November 2021 um 12:01 Uhr durchgeführte Sprengung unter der Verantwortung des Sprengmeisters Eduard Reisch verlief planmäßig und ohne Schäden am benachbarten Klärwerk, wobei zuerst der Südteil senkrecht nach unten fiel und danach der Nordteil darauf kippte.
Weil es rund um die Brücke kaum Orte gab, an denen die Sprengung beobachtet werden konnte, ließ die Niederlassung West der Autobahn GmbH des Bundes diese im Internet live übertragen. Ebenfalls berichteten hr-fernsehen und SWR Fernsehen über die Sprengung live. Der Deutsche Journalisten-Verband Hessen kritisierte die Berichterstattung der Autobahn GmbH als „Behördenpropaganda“ und warf der Behörde vor, die Arbeit von Journalisten zu behindern.

#### Trümmerbeseitigung

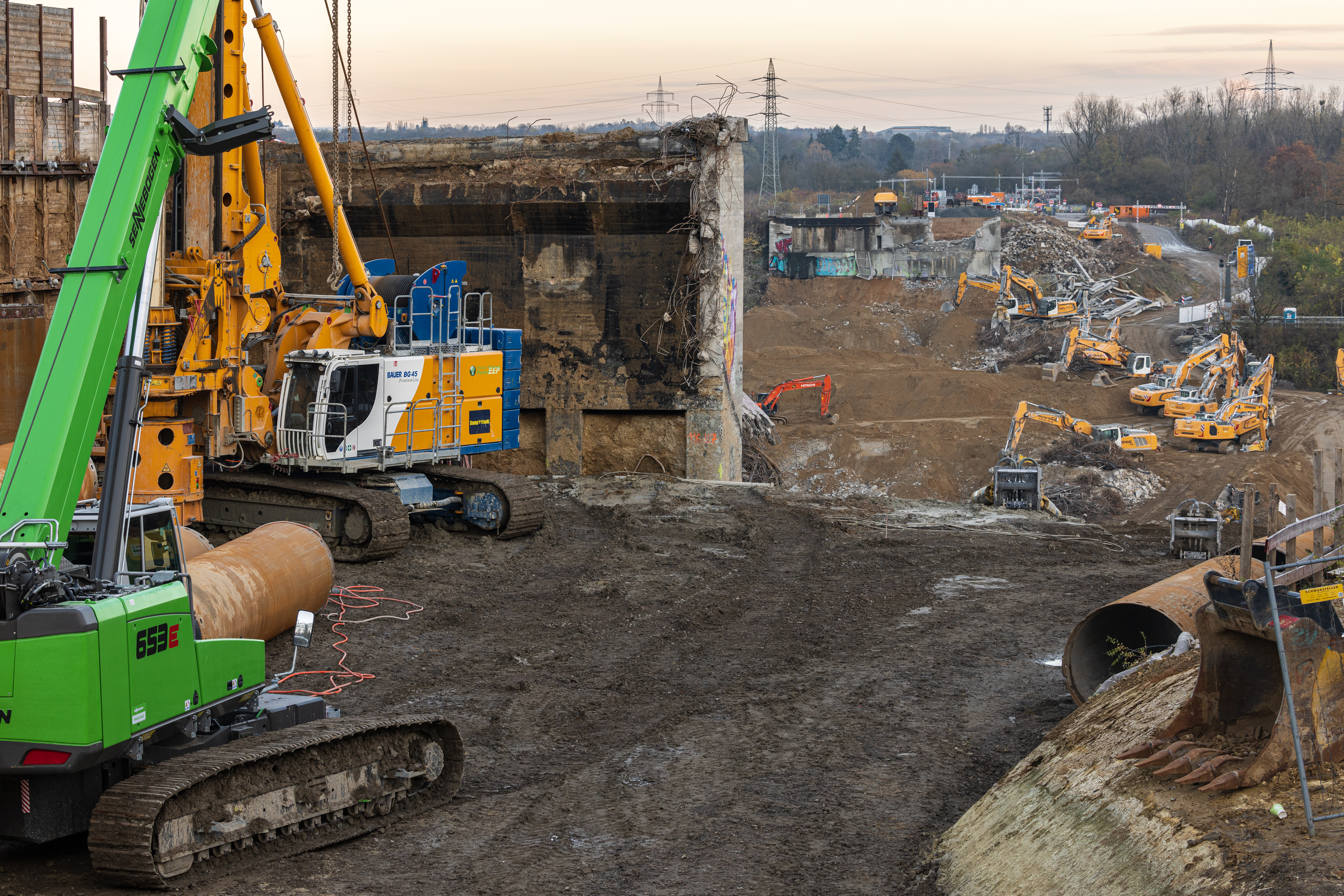
Aufräumarbeiten nach der Sprengung

Vom Tag der Sprengung an bis Ende November wurden 15.000 Tonnen Abbruchmaterial zerkleinert und weggefahren. Nach der Entfernung des Fallbetts begann die DB Netz am 4. Dezember mit dem Wiederaufbau der Bahnstrecken, wofür etwa 500 Meter Gleise, 450 Tonnen Schotter und etwa 6.600 Meter Oberleitung verbaut wurden. Der Betrieb wurde am 22. Dezember 2021 auf vier Gleisen wieder aufgenommen, auf dem fünften Gleis Anfang 2022.
Die Bundesstraße 263 wurde durch die Niederlassung West der Autobahn GmbH wiederaufgebaut und am 13. Dezember für den Verkehr freigegeben, ab dem 16. Dezember 2021 ohne Einschränkungen.

#### Ähnlicher Zwischenfall
Rund ein halbes Jahr vor der Sperrung der Salzbachtalbrücke war es am Bahnhof Niedernhausen (Taunus) in einer Wiesbadener Nachbargemeinde zu einem sehr ähnlichen Brückenschaden gekommen.

## Neubau
Die gesamten Baukosten wurden 2015 auf 35 Millionen Euro geschätzt. Die Vergabe des Bauauftrags erfolgte im Jahr 2018 für rund 85 Millionen Euro netto. Mitte 2022 wurde das Gesamtbudget für den Neubau mit 150 Millionen Euro angegeben. Bis November 2023 stiegen die Gesamtkosten auf 220 Millionen Euro.
Das Planfeststellungsverfahren wurde im Januar 2015 beantragt. Im Anschluss startete das Regierungspräsidium Darmstadt ein förmliches Anhörungsverfahren. Vorbereitende Fällarbeiten wurden im Februar 2017 vorgenommen. Die Baustelleneinrichtung war für Ende 2017 geplant. Der erste Bauabschnitt (Abbruch und Neubau der südlichen Brückenhälfte) sollte ursprünglich Mitte 2020 abgeschlossen sein, der sich anschließende zweite Bauabschnitt (Abbruch und Neubau der nördlichen Brückenhälfte) Ende 2022.
Für den Neubau des südlichen Teils der Salzbachtalbrücke lagen nach Aussage der Autobahn GmbH im Oktober 2021 bereits vorgefertigte Teile in einem Zwischenlager in Dreieich-Sprendlingen. Die Gesamtfertigstellung der neuen Süd- und Nordbrücke wurde durch die Vollsperrung der A 66 bis zur Inbetriebnahme der Südbrücke seinerzeit als schneller erreichbar angesehen als (wie ursprünglich geplant) 2026.
Die Südbrücke wurde Ende 2023 in Betrieb genommen. Zwei Tage vor der offiziellen Eröffnung der südlichen Brücke konnten am Samstag, 16. Dezember 2023 Besucher von 10 bis 15 Uhr im Rahmen eines „Tages der offenen Brücke“ das Bauwerk begehen. Am 18. Dezember wurde das Bauwerk für den Verkehr freigegeben. Mitte 2025 folgte die Nordbrücke.

### Konstruktion
Der Ersatzneubau der Salzbachtalbrücke wird wieder aus zwei Teilbauwerken, für jede Richtungsfahrbahn eins, bestehen. Er wird im Vorgriff auf den geplanten sechsstreifigen Ausbau der A 66 zwischen dem Schiersteiner Kreuz und der Anschlussstelle Wiesbaden-Erbenheim einen Regelquerschnitt mit 36 m Breite haben. Nach Fertigstellung des Neubaus ist geplant, diesen zunächst weiterhin vierstreifig zu nutzen, wobei die zusätzliche Breite als überbreiter Standstreifen durch Markierung abgetrennt wird. Im Zuge der Baumaßnahmen soll auch die unmittelbar westlich anschließende Brücke über die Aartalbahn erneuert werden.
Als Überbauten sind Durchlaufträger über vier Felder mit Stützweiten zwischen 70 und 85 m geplant. Diese sollen als einzellige Stahlhohlkästen mit einer im Verbund liegenden Fahrbahnplatte aus Stahlbeton ausgeführt werden. Neben dem Hohlkasten sind beidseitig als Fahrbahnplatten Halbfertigteile mit Ortbetonergänzung vorgesehen, die von Kragträgern unterstützt werden. Als Hohlkastenquerschnittshöhe sind 4,20 m geplant. Die Montage der Überbauten soll im Taktschiebeverfahren erfolgen. Die einzelnen angelieferten Stahlsegmente werden zuvor in einem Taktkeller zusammengeschweißt. Als Gründung sollen Ortbetonbohrpfähle mit 1,5 m Durchmesser und Längen zwischen 34,0 und 46,5 m zur Ausführung kommen.
Vorgesehen ist der Bau von zwei Lärmschutzwänden auf der Brücke. Eine befindet sich zwischen den beiden Überbauten und hat eine Höhe von 5,00 m. Die andere ist auf der Südseite der Autobahn im westlichen Bereich der Brücke mit einer Höhe von 4,50 m vorgesehen.:S. 65

## Verkehrsaufkommen
| Jahr                 | Durchschnittliche tägliche Verkehrsstärke | Anteil Schwerlast- verkehr |
| -------------------- | ----------------------------------------- | -------------------------- |
| 1960er-Jahre         | ca. 20.000                                |                            |
| 2005                 | 77.000                                    | 6,0 %                      |
| 2009:S. 7            | 87.500                                    |                            |
| 2010                 | 66.700                                    | 5,6 %                      |
| 2015                 | 80.400                                    | 3,4 %                      |
| 2025 (Prognose):S. 7 | ca. 94.000 bis 107.000                    |                            |

Die Reduzierung des Schwerlastanteils bei der Zählung 2015 ist auf die Sperrung bzw. Reduzierung des Schwerlastverkehres der Schiersteiner Brücke zurückzuführen.